# Anjou-coteaux-de-la-loire
L’anjou-coteaux-de-la-loire est un vin blanc d'appellation d'origine contrôlée produit sur une petite partie du Maine-et-Loire, sur le coteau de la rive droite de la Loire en aval d'Angers. Cette appellation fait partie du vignoble de la vallée de la Loire.

## Histoire
L'appellation est officiellement reconnue par le décret du 26 août 1946. Le cahier des charges de l'appellation a été modifié en janvier 2024.

## Situation géographique

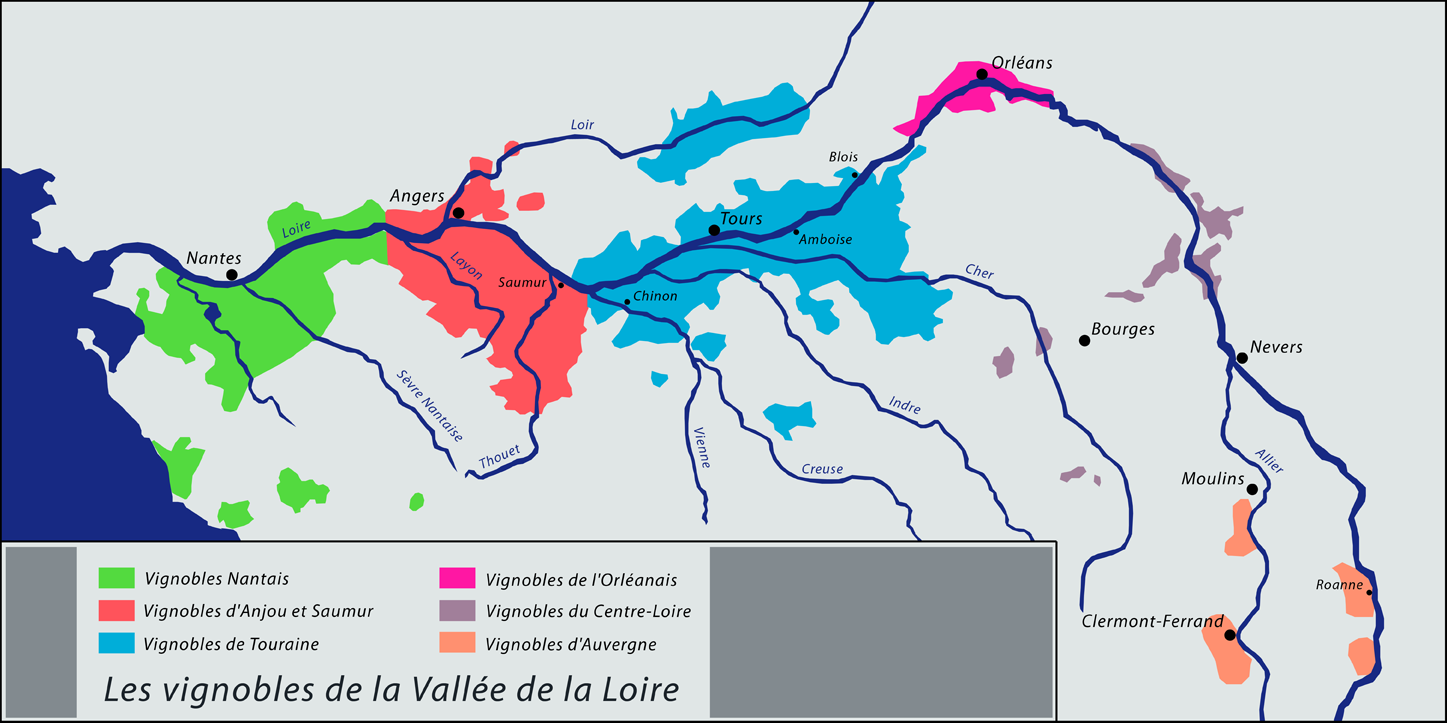
Vignobles de la vallée de la Loire.

### Géologie
Sols schisteux, calcaires.

## Vignoble

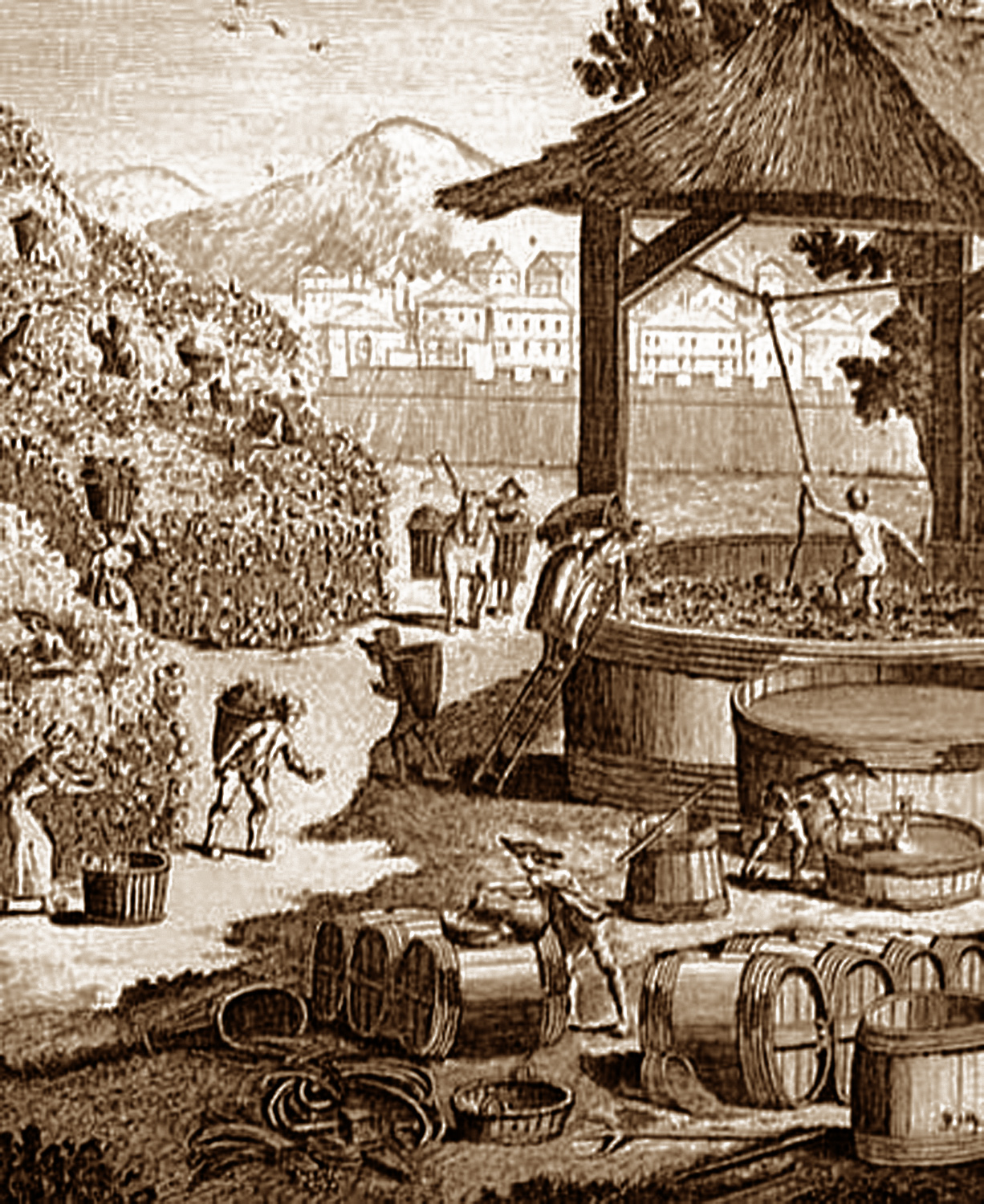
Vendanges, au XVIIe siècle, sur les coteaux de la Loire

### Présentation
Vignoble produisant des vins blancs secs ou demi-secs. Ce vignoble, classé AOC par le décret du 26 août 1946, couvre une superficie de 120 hectares à l'ouest d'Angers sur les deux rives de la Loire. Il s'étend sur les communes de Chalonnes-sur-Loire, La Pommeraye, Le Mesnil-en-Vallée, Montjean-sur-Loire, Bouchemaine, Champtocé-sur-Loire, Ingrandes, La Possonnière, Saint-Georges-sur-Loire et Saint-Germain-des-Prés dans le département de Maine-et-Loire. 

### Encépagement
Les vins des coteaux de la Loire sont issus exclusivement du chenin blanc. 

### Terroir et vins
Vin vinifiés en blanc sec ou demi-sec.

### Type de vins et gastronomie
Ils peuvent très bien se garder en bouteille, jusqu'à 10 ou 15 ans pour certains millésimes.